# Aichhalden
Aichhalden es un municipio alemán perteneciente al distrito de Rottweil en el estado federado de Baden-Wurtemberg. Desde 1974 la aldea Rötenberg es un barrio de Aichhalden.

## Geografía
Aichhalden y Rötenberg están ubicados en la Selva Negra Central a una altitud de 640 - 720 m s. n. m. por encima de los valles de los ríos Schiltach y Kinzig.